# Thomas Doret
Thomas Doret (Flémalle, 10 dicembre 1996) è un attore belga conosciuto per aver interpretato il ruolo di Cyril Catoul nel film Il ragazzo con la bicicletta.

## Biografia
Thomas è nato a Flémalle, Belgio. Suo padre è magazziniere mentre sua madre è tipografa. È un tipo molto atletico, pratica infatti karate e tennis dall'età di 6 anni. Ha studiato diligentemente presso l'Athénée Royal Air Pur di Seraing
A 13 anni, interpreta il suo primo ruolo cinematografico da protagonista, interpretando il ruolo di Cyril, nel film dei fratelli Dardenne Il ragazzo con la bicicletta, a fianco di Cécile de France. Nel 2012, ha interpretato il ruolo di Coco Renoir, a fianco di Michel Bouquet, nel film Renoir del regista Gilles Bourdos. 
Attualmente sta lavorando al documentario Quand j'étais petit, je serais acteur in uscita nel 2013. In seguito, presiederà al Festival international du film policier de Beaune nel mese di aprile 2013.

## Filmografia

### Cinema
- Il ragazzo con la bicicletta (Le gamin au vélo), regia di Jean-Pierre Dardenne e Luc Dardenne (2011)
- Renoir, regia di Gilles Bourdos (2012)
- Petit homme, regia di Jean-Guillaume Sonnier - cortometraggio (2014)
- Tre cuori (3 coeurs), regia di Benoît Jacquot (2014)
- Sacré Charlemagne, regia di Adrien François - cortometraggio (2014)
- Au plus près du soleil, regia di Yves Angelo (2015)
- La ragazza senza nome (La fille inconnue), regia di Jean-Pierre Dardenne e Luc Dardenne (2016)
- Il sogno di Francesco (L'ami - François d'Assise et ses frères), regia di Renaud Fely e Arnaud Louvet (2016)
- Alone (Seuls), regia di David Moreau (2017)
- Gabriel, regia di Oren Gerner - cortometraggio (2018)
- De l'autre côté, regia di Didier Bivel (2020)

### Televisione
- Les témoins - serie TV, 6 episodi (2014)
- Paris - serie TV, 3 episodi (2015)
- Les Revenants (Les Revenants) - serie TV, 5 episodi (2015)
- Nadia, regia di Léa Fazer – film TV (2016)
- Black Spot (Zone Blanche) - serie TV, 11 episodi (2017-2019)

## Riconoscimenti

### Premi
- 2011 – Semana Internacional de Cine de Valladolid
  - Honorable Mention per Il ragazzo con la bicicletta

- 2011 – Festival di Cannes
  - Grand Prix per Il ragazzo con la bicicletta

- 2011 – Texture Film Festival
  - Prix du meilleur acteur per Il ragazzo con la bicicletta

- 2011 
  - Artiste Liégeois de l'année 2011

- 2012 – Premio Magritte
  - Migliore promessa maschile per Il ragazzo con la bicicletta

### Candidature
- 2012 – Young Artist Award
  - Best Performance in an International Feature Film – Leading Young Performer per Il ragazzo con la bicicletta